# José González Llorente
José Alonso Donato González Llorente y Rodríguez-Peñuela (Cádiz, 1783 - Camagüey, 1850) fue un comerciante español.
Tuvo participación en la Independencia de Colombia ampliamente conocida bajo el nombre de “el florero de Llorente”  dando pie al grito de Independencia de la hoy Colombia y conocido desde ese entonces como el 20 de julio de 1810. Es considerado como uno de los protagonistas de la emancipación americana, fundamentalmente la colombiana.

## Biografía
Nacido en Cádiz, rico por su labor de comerciante de ascendencia cubana. Cuando llegó al Virreinato de la Nueva Granada se estableció en la ciudad de Cartagena de Indias e inició sus negocios en el mundo del comercio. Unos años después decidió mudarse a la capital, Santafé. Allí conoció a su esposa María Ponce de León. Se casó en la Santa Iglesia Catedral Metropolitana de Santa Fe de Bogotá en 15 de diciembre de 1806 con María Asunción Dolores Ponce de León y Lombada, nacida en Santafe de Bogotá, hija de Luis Manuel Ponce de León y Viana y de María Ignacia de Lombada y Blanco, todos nacidos en el virreinato.
Era propietario de uno de los almacenes más distinguidos del comercio de Santafé y el mejor en la Calle Real, conocida también como Calle del Comercio, suministraba y abastecía a la sociedad santafereña con gran cantidad de productos. En este lugar podían encontrarse todo tipo de artículos de lujo, de primera y segunda mano. Se podían encontrar artículos como sombreros, velos, juegos de té en porcelana, diademas y peinetones, procedentes de España, Europa y el Reino Unido.
Llorente se negó en prestar un florero que estaba en un mostrador de su tienda, los criollos le dijeron que era para adornar la mesa del banquete que se ofrecería a Antonio Villavicencio, quien como comisario real estaba visitando Santafé de Bogotá. Conociendo la reputación de Llorente, sabían que él se negaría al préstamo del florero, provocando con ello el levantamiento popular al grito de «abajo los chapetones».Este pretexto sirvió como excusa y Llorente como chivo expiatorio para que los criollos Antonio Morales, Joaquín Camacho, Luis de Rubio, José María Carbonell y otros pudieran generar una revuelta entre españoles y mestizos en la capital del Virreinato de la Nueva Granada.

Era un hombre catalogado por muchos libros e historiadores como “explosivo” y “de actitud grosera”, lo cual sirvió como excusa perfecta para los criollos, dando pie al grito independentista del 20 de julio de 1810 y provocando la formación de una junta de gobierno independiente de la autoridad española en Santafe de Bogotá, la cual se considera seria otro de los pasos significativos para que la hoy Colombia, o Virreinato de la Nueva Granada en ese entonces, se independizara de la corona española. 

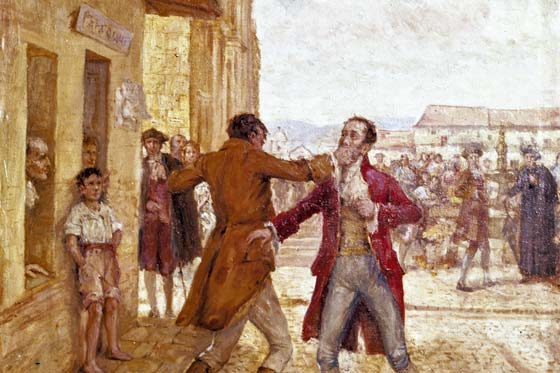
Pelea de Pantaleón Sanz de Santamaría con González Llorente en la esquina nororiental de la Plaza Mayor hoy en día llamada Plaza de Bolívar.

Después de la pelea con los criollos, José debió ir a la cárcel para proteger su vida, porque la masa enardecida lo buscaba para lincharlo. Si bien quiso continuar viviendo en Santafé, lo cierto es que su nombre, su imagen y su almacén quedaron marcados, y bajo una fuerte presión política en su contra, por ese motivo decidió salir de la ciudad hacia Cartagena de Indias y luego Cuba. Tuvo que emigrar dos veces a Cuba; la primera cuando sucedió la revolución de 1810, llegando a La Habana acompañado de su familia el 19 de junio de 1815, y regresando a Santa Fe cuando sucedió la pacificación de los Reinos de la Nueva Granada en 18o la llamada reconquista, donde fue nombrado Regidor y luego Aguacil Mayor y Vocal de la Junta Municipal de Propios; después fue nombrado en 1817 como Ministro Contador de la Real Casa de Moneda de Santa Fe de Bogotá; 

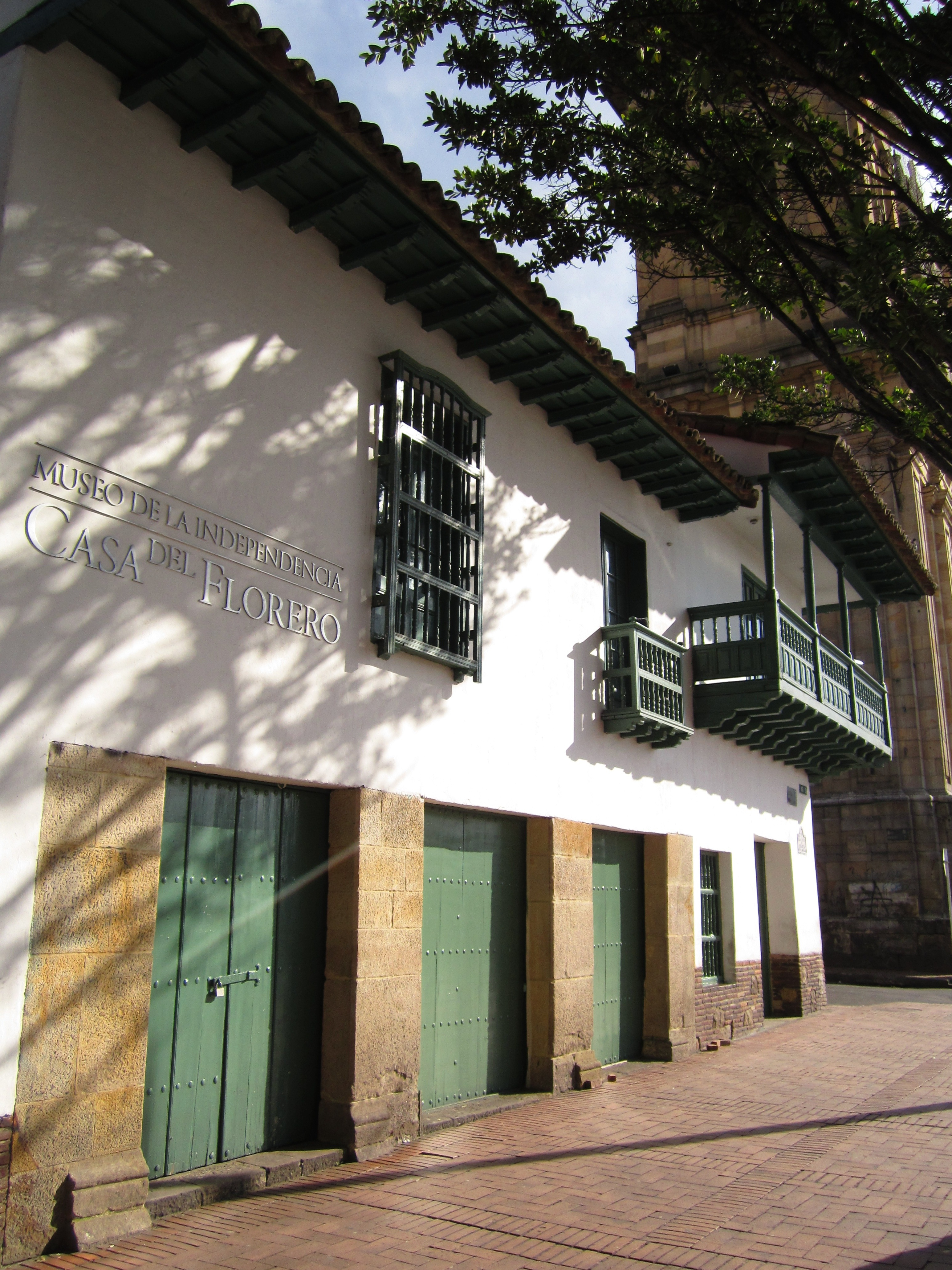
La casa del Florero, en donde ocurrieron los hechos del 20 de julio de 1810, actualmente es sede del Museo de la Independencia en Bogotá.

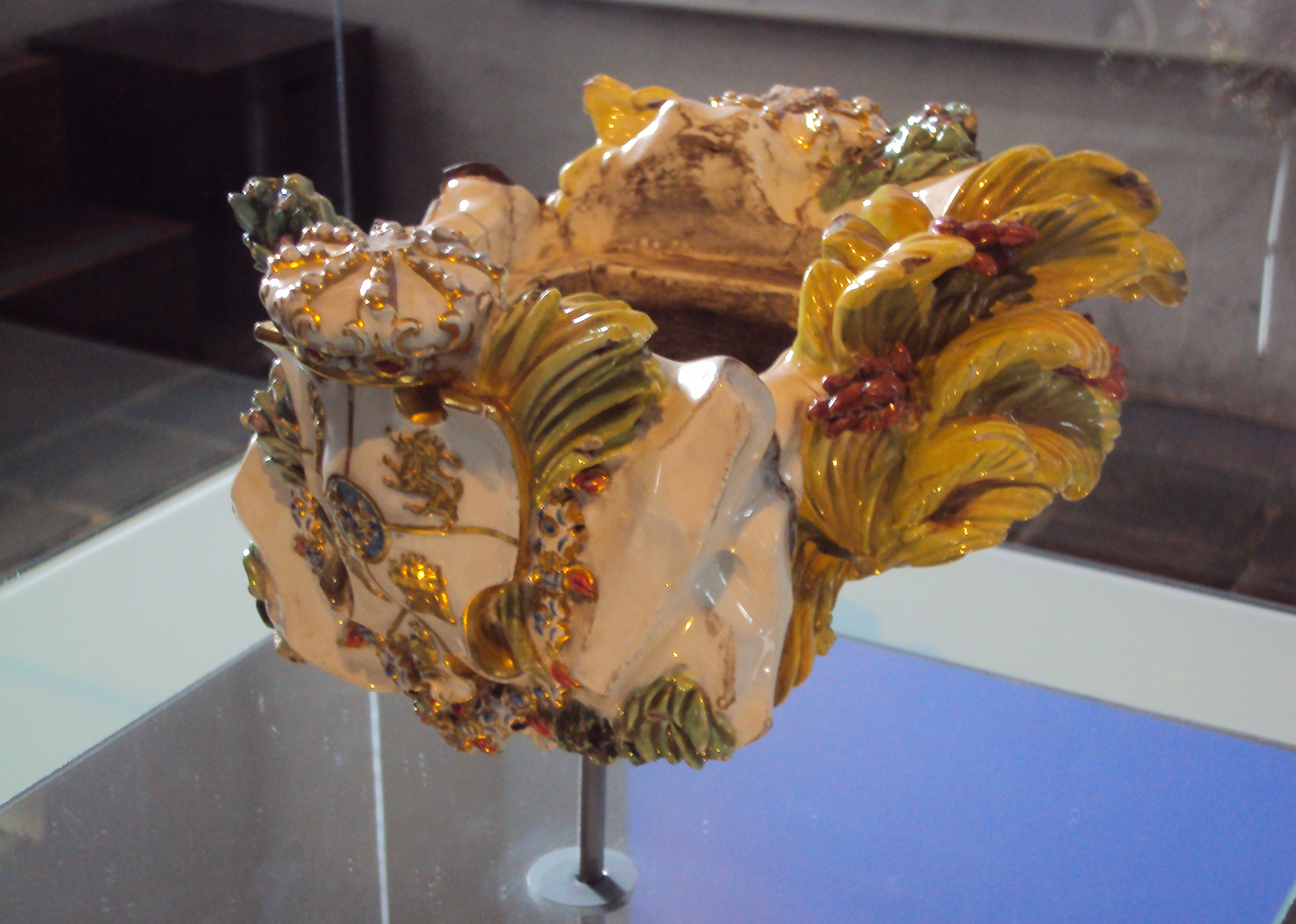
Museo 20 de Julio. Base de Florero de José González Llorente.. Cerámica porcelanizada. Foto tomada por Peter Angritt.

Nuevamente tuvo que imigrar a Cuba, en medio de la noche del 8 a 9 de agosto de 1819, acompañado por su esposa y e hijos, y en compañía del Virrey y de las altas autoridades de Santa Fe, llegando a Cartagena de Indias el 3 de septiembre de 1819, trasladándose de allí a Trinidad donde llegó el 25 de noviembre de 1820, y de donde pasó a La Habana con toda su familia y nombrado inmediatamente como Interventor Comisionado de la Administración General de Correos y sus dependencias, estuvo en ese puesto hasta el 9 de junio de 1823; fue nombrado por Real Orden del 7 de marzo de 1824 Administrador de Rentas Reales de la ciudad de Trinidad de Cuba y por Real Decreto fue condecorado con los honores de Intendente de Provincia; y el 17 de marzo de 1834 se le confirmó la interinidad de la Intendencia de Puerto Principe, cuya comisión no llegó a servir por diferentes razones.

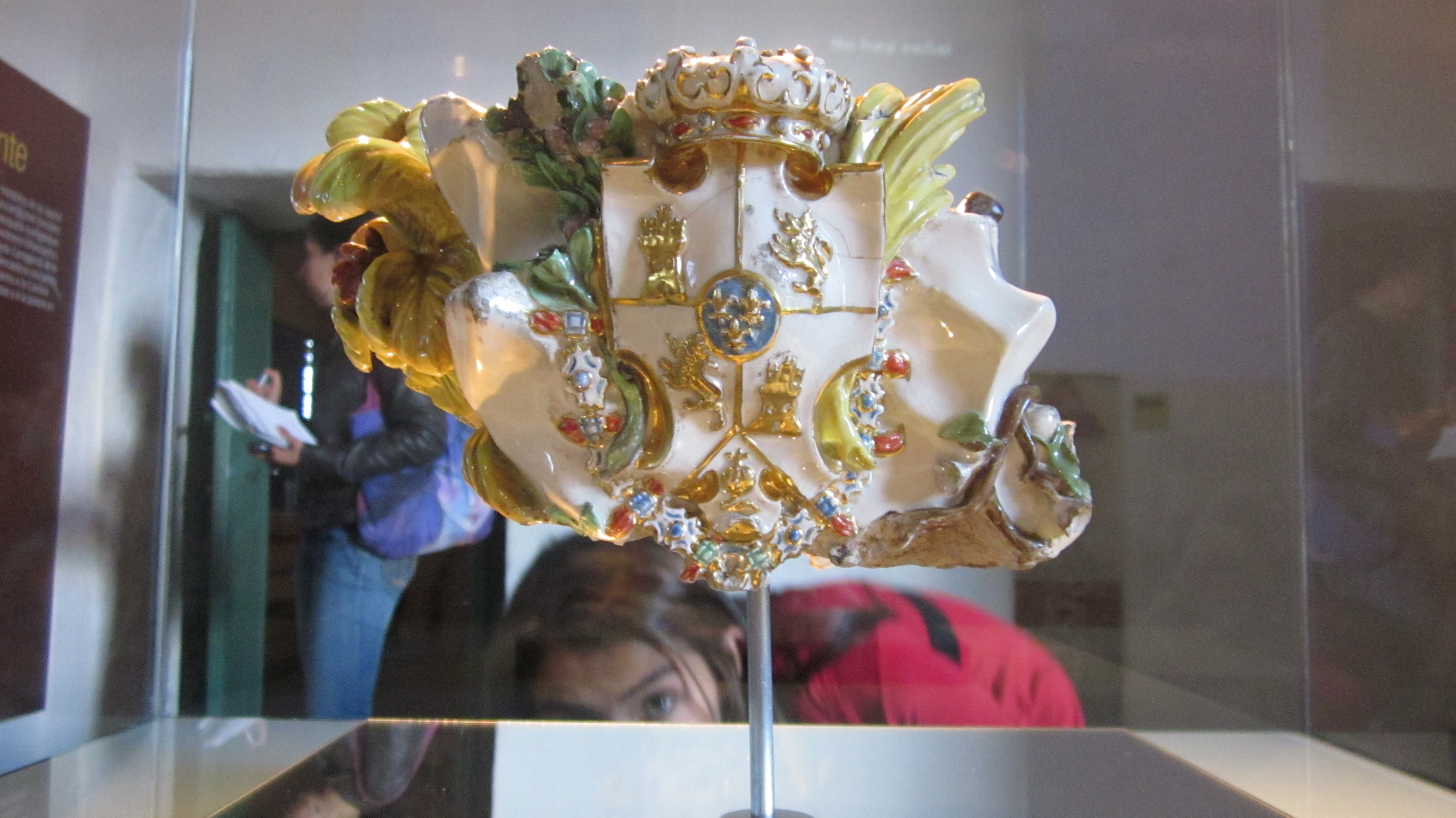
El Florero

El incidente y mudanza forzada, hoy hecho histórico golpearon fuertemente sus finanzas. Viajó de un lado a otro. Desde Kingston, la capital de Jamaica, escribió acerca de lo que había pasado aquel 20 de julio, de la persecución de la que luego fue víctima, del temor a las represalias.
Falleció en Camagüey, Cuba en junio de 1854.

## Casa Museo del 20 de Julio
El Museo de la Independencia Casa del Florero ubicado en la plaza de Bolivar en Bogotá, se guarda las réplicas de lo que se vendía originalmente en ese establecimiento. Además, poseen elementos de la época que pertenecieron al Libertador, Simón Bolívar.